# Финале Европског првенства у фудбалу 1964.
Финале Купа европских нација 1964. године била је фудбалска утакмица одиграна на стадиону Сантијаго Бернабеу у Мадриду, Шпанија, 21. јуна 1964. године, како би се одредили победници Европског првенства 1964. године. То је било друго финале онога што је од тада познато као Европско првенство, УЕФА -ино четворогодишње фудбалско такмичење за националне тимове. Утакмица се одиграла између Шпаније и Совјетског Савеза, претходних победника турнира.
На путу до финала, Шпанија је победила Румунију, Северну Ирску и Републику Ирску у двомечним утакмицама, пре него што је у полуфиналу савладала Мађарску. Совјетски Савез је добио слободан резултат у квалификационој рунди, пре него што је победио Италију, Шведску и Данску на путу до финала.
Судија финала, које је одиграно пред 79.115 гледалаца, био је Артур Холанд из Енглеске. Шпанија је победила у мечу резултатом 2-1 и освојила своју прву титулу европског првака.

## Позадина
Куп европских нација 1964. године био је друго издање онога што се данас назива УЕФА Европско првенство у фудбалу, четворогодишње фудбалско такмичење УЕФА за националне тимове. Квалификационе рунде су се играле код куће и у гостима између новембра 1962. и маја 1964. године. Полуфинале и финале одржани су у Шпанији између 17. и 21. јуна 1964. Дан пре финала одиграна је плеј-оф утакмица за треће место, у којој је Мађарска победила Данску са 3 – 1 после продужетака.
Совјетски Савез је победио у првом финалу четири године раније, победивши Југославију резултатом 2 – 1 после продужетака. Шпанија је одбила да игра против Совјетског Савеза у четвртфиналу и повукла се са турнира 1960. године, дозволивши својим противницима победу без поена. На Светском првенству у фудбалу 1962. године, Шпанија није успела да прође даље од групне фазе, изгубивши и од Чехословачке и од Бразила. Совјетски Савез је испао из такмичења у четвртфиналу након пораза од Чилеа резултатом 2 – 1. Финале Купа европских нација 1964. године била је прва утакмица одиграна између Совјетског Савеза и Шпаније.
Селектор Шпаније био је Хосе Виљалонга Љоренте, који је био на челу Реал Мадрида и Атлетико Мадрида пре него што је преузео репрезентацију 1962. године. Његов колега за Совјетски Савез био је Константин Бесков, који је играо 1940-их и 1950-их за Динамо Москва пре него што је прешао у менаџмент клуба. Именован је за националног менаџера 1963. године.

## Пут до финала

### Шпанија
| Округло           | Опозиција       | Резултат             |
| ----------------- | --------------- | -------------------- |
| Прелиминарно коло | Румунија        | 6–0 ( Д ), 1–3 ( Г ) |
| Осмина финала     | Северна Ирска   | 1–1 ( Д ), 1–0 ( Г ) |
| Четвртфинале      | Република Ирска | 5–1 ( Д ), 2–0 ( А ) |
| Полуфинале        | Мађарска        | 2–1 (п. с. н.) (Г)   |

Шпанија је започела своју кампању на Купу европских нација 1964. у прелиминарној рунди у којој су се суочили са Румунијом у двомечу . Прва утакмица одиграна је на стадиону Сантијаго Бернабеу у Мадриду 1. новембра 1962. и био је то први такмичарски меч између Шпаније и Румуније. Пред 51.608 навијача, Шпанија је водила са 4 – 0 у првих двадесет минута утакмице, уз два гола Висентеа Гиљота и по један од Хосеа Луиса Велоза и Енрикеа Кољара . Гиљот је постигао хет-трик 20 минута пре краја утакмице, пре него што је аутогол Јона Нунвајлера запечатио победу Шпаније од 6 – 0. Реванш утакмица је одиграна касније тог месеца на Стадиону 23. августа у Букурешту, пред 72.762 гледалаца. Домаћи тим је рано постигао резултат од 2 – 0 головима Николаеа Татаруа и Чичеронеа Манолакеа у првих осам минута. Георге Константин је довео до резултата 3 – 0 средином другог полувремена пре него што је Велосо постигао гол за Шпанију. Упркос победи Румуније у мечу од 3 – 1, Шпанија се пласирала у осмину финала укупним резултатом 7 – 3. Суочили су се са Северном Ирском, а прва утакмица одиграна је на стадиону Сан Мамес у Билбау 30. Маја 1963. године, у ономе што аутор Данијел О'Брајен описује као „једну од великих заборављених представа у историји Северне Ирске“.  Голман Северне Ирске, Боби Ирвајн, два пута је спречио Амансија Амара пре него што је Амаро отворио резултат на сат времена након грешке Алекса Елдера . Вили Ирвајн је изједначио резултат мање од четврт сата пре краја, а затим је промашио празан гол неколико минута касније, шутирајући преко пречке Шпаније. Реванш утакмица је одиграна на Виндзор Парку пред 45.809 гледалаца 30. октобра 1963. Прво полувреме је завршено без голова, а двадесет минута пре краја другог полувремена Шпанија је повела. Ударац Пака Ђента са велике удаљености донео им је победу од 1 – 0 у мечу и укупни резултат 2 – 1.
Противници Шпаније у четвртфиналу били су Република Ирска, а прва утакмица одиграна је на стадиону Рамон Санчез Писхуан у Севиљи 11. Март 1964.  Избор тима Републике Ирске је био угрожен када је Манчестер Јунајтед одбио да дозволи Ноелу Кантвелу и Тонију Дану да напусте игру, а Чарли Харли је одиграо своју трећу утакмицу за пет дана. По кишним условима, Амансио је искористио грешку Харлија и довео Шпанију у вођство у 12. минуту. Жозеп Марија Фусте је удвостручио предност свог тима два минута касније са 25 yd (23 m) штрајк. Енди МекЕвој је смањио заостатак за Републику Ирску средином првог полувремена, али је Амансио повратио предност од два гола у 30. минуту. минута након што је постигао гол са Марселиновог центаршута. Три минута касније, Марселино је сам постигао гол из непосредне близине, а након што је МекЕвој повређен, оставивши Републику Ирску са десет играча, Шпанија је доминирала у другом полувремену. Два минута пре краја, Марселино је постигао пети гол за свој тим након што се лопта одбила од Харлија, чиме је Шпанија победила у првој утакмици резултатом 5 – 1. Иако су Кантвел и Дан били укључени у реванш утакмицу на Дејлимаунт Парку у Даблину, то није направило никакву разлику. Шпанија је доминирала у поседу лопте и иако је Алан Кели имао неколико одбрана, дебитант Педро Забаља је постигао гол у оба полувремена: ударац главом након центаршута Карлоса Лапетре средином првог полувремена праћен је ударцем са 10 yd (9 m) са три минута преостала до краја меча. Ово је обезбедило победу Шпаније од 2 – 0, укупну победу од 7 – 1 и квалификације за финални турнир чији ће сами бити домаћини.
Противник Шпаније у полуфиналу била је Мађарска, са којом су се суочили на стадиону Сантијаго Бернабеу 17. Јун 1964. пред публиком од 75.000 људи.  За Шпанију, Луис дел Сол, истакнути крилни играч Јувентуса, није био доступан, док је Хенто искључен због неслагања са менаџером Виљалонгом. Мађарска је остала без Ђуле Ракосија, Јаноша Гороча и Кароља Шандора због повреда. У 35. минуту, Луис Суарез је центрирао лопту за Чуса Переду, који ју је главом послао у горњи угао, а голман Мађарске Антал Сентмихаљи је стајао на ногама, за вођство домаћина. Шест минута пре краја утакмице, Иштван Нађ је испустио шут, а шпански голман Хосе Анхел Ирибар је постигао гол за изједначење и одлазак у продужетке. Сентмихаљи је одбранио Амансијев ударац пре него што је Марселино главом послао лопту у гол Лапетре, а Амансио је скренуо лопту у гол Мађарске у 112. минуту и донео Шпанији победу од 2 – 1 и пласман у финале турнира.

### Совјетски Савез
| Округло           | Опозиција | Резултат             |
| ----------------- | --------- | -------------------- |
| Прелиминарно коло | Bye       |                      |
| Осмина финала     | Италија   | 2–0 ( Д ), 1–1 ( Г ) |
| Четвртфинале      | Шведска   | 1–1 ( Г ), 3–1 (Д)   |
| Полуфинале        | Данска    | 3–0 ( Н )            |

Совјетски Савез је у прелиминарном колу Купа европских нација добио слободан меч, тако да је њихова прва утакмица била у осмини финала против Италије . Утакмица је одиграна на Централном стадиону Лењин у Москви 13. Октобра 1963. године пред публиком од више од 102.000 људи и то је био први такмичарски меч између екипа. Средином првог полувремена, Виктор Понеделник је довео Совјетски Савез у вођство, а три минута пре полувремена, Игор Численко је постигао гол за 2 – 0. Реванш утакмица је одиграна на Олимпијском стадиону у Риму месец дана касније, а гледало је скоро 70.000 гледалаца. Генади Гусаров је довео Совјетски Савез у вођство у првом полувремену пре него што је Лев Јашин одбранио пенал који је Сандро Мацола извео. Ђани Ривера је изједначио за Италију у 89. минуту, али је утакмица завршена резултатом 1 – 1, а Совјетски Савез је победио укупним резултатом 3 – 1 и пласирао се у четвртфинале. Суочили су се са Шведском, а прва утакмица играла се на стадиону Расунда у Стокхолму 13. Мај 1964. После првог полувремена без голова, доминација Совјетског Савеза је коначно резултирала голом када је Валентин Иванов постигао гол у 62. минуту. Не искористивши друге шансе за гол, Совјетски Савез је примио изједначујући гол два минута пре краја утакмице када је Курт Хамрин шутирао поред Јашина и осигурао нерешен резултат 1 – 1. Тимови су се састали две недеље касније на Централном стадиону Лењин пред скоро 100.000 гледалаца, а Јашин је примио награду Златна лопта за 1963. годину на терену пре утакмице.  Понеделник је отворио резултат за Совјетски Савез када је трчао са лоптом пре него што је шутирао између ногу Арнеа Арвидсона за 1 – 0 после 32 минута. минута, пре него што је удвостручио свој и скор свог тима од 11 минута у другом полувремену ударцем са 25 yd (23 m). Хамрин је постигао гол поред Јашина у 78. минуту пре него што је Валериј Вороњин шутирао кроз ноге Арвидсона након додавања Понеделника. Утакмица је завршена резултатом 3 – 1 и укупним резултатом 4 – 2 у корист Совјетског Савеза, који је прошао у полуфинале у Шпанији.
Суочили су се са Данском на Камп Ноу у Барселони 17. јуна 1964. пред 38.556 гледалаца. Данска је наметнула политику „само за аматере“ на својој страни, што је значило да Ерик Соренсен, Кај Јохансен и Харалд Нилсен више нису били доступни након што су потписали професионалне уговоре, док су Јенс Петерсен и Џон Мадсен такође били ангажовани. Совјетски Савез је доминирао у почетним фазама, Вороњин је отворио резултат средином првог полувремена из корнера пре него што је Понеделник савладао Леифа Нилсена на голу Данске голом пет минута пре полувремена. Крајем другог полувремена, Иванов је савладао тројицу одбрамбених играча Данске пре него што је постигао трећи гол за свој тим, а Совјетски Савез је победио са 3 – 0 и пласирао се у друго узастопно финале Купа европских нација.

## Утакмица

### Пре утакмице
Судија на утакмици био је Артур Холанд, који је постао други Енглез који је судио финале Купа европских нација након што је Артур Елис обавио ту улогу на претходном турниру. Пре утакмице, Франсиско Франко је извео будућег краља Шпаније Хуана Карлоса I на терен, док се Јашин састао са својим херојем из детињства Рикардом Замором пре почетка утакмице. Совјетски Савез је победио у бацању новчића пре утакмице и као такав играо је у својој уобичајеној црвено-белој опреми, док је Шпанија носила тамноплаве дресове.

### Резиме
Финале је одиграно на стадиону Сантијаго Бернабеу у Мадриду 21. јуна 1964. пред 79.115 гледалаца.  Шпански репрезентативац Суарез је рано ударио из слободног ударца, изнад пречке Шпаније, пре него што је Јашин пресекао његово додавање ка Марселину. У шестом минуту, Суарез је избацио Иванова из строја, додао лопту Едуарду Мудрику и, након што је направио двоструки пас са Лапетром, центрирао за Переду, који је постигао гол за вођство Шпаније од 1 – 0. Два минута касније, Виктор Аничкин је додао лопту Галимзјану Хусаинову по левој страни терена, а његов слаб ударац је погрешно одбранио шпански голман Ирибар и омогућио изједначење. Упркос два рана гола, до краја полувремена обе екипе су се такмичиле на средини терена са неколико погрешних додавања и фаулова, иако је Јашин одбранио шутеве и Переде и Фустеа пре него што је Ирибар одбранио Кисленков покушај.
У раним фазама другог полувремена, Шпанија је почела да доминира, али је пропустила неколико шанси за гол. Амансио је лопту убацио у бочну мрежу пре него што је истрчао из одбране Совјетског Савеза и додао је Марселину, чији је ударац Јашин одбио преко пречке Совјетског Савеза.  Кисленко је потом савладао тројицу шпанских одбрамбених играча пре него што га је оборио Игнасио Соко, али је судија дозволио да се игра настави. Вороњин се потом сукобио са Суарезом, који је изгледа био повређен у размени, пре него што је играч Совјетског Савеза видео како Ирибар гура његов низак ударац у леђа.  На сат времена до краја, Ирибар је одбранио ударац Понеделника, а дванаест минута касније, Переду је оборио Аничкин. Упркос снажним жалбама Шпаније на пенал, судија је досудио слободан ударац на ивици шеснаестерца Совјетског Савеза, који је уследио без резултата. Шест минута пре краја утакмице, Фелисијано Ривиља је додао лопту Переди који је прво савладао Аничкина, а затим центаршутирао, који Виктор Шустиков није успео да одбије, дозволивши Марселину да главом постигне победоносни гол унутар ближе стативе.  Шпанија је победила у мечу резултатом 2 – 1 и освојила своју прву титулу Европског првака. 

### Детаљи
| Шпанија                     | 2 : 1    | Совјетски Савез |
| --------------------------- | -------- | --------------- |
| - Переда 6’ - Марселино 84’ | Извештај | - Хусаинов 8’   |

| Шпанија | Совјетски Савез |

| GK              | 1  | José Ángel Iribar   |
| RB              | 2  | Feliciano Rivilla   |
| CB              | 5  | Ferran Olivella (c) |
| LB              | 3  | Isacio Calleja      |
| RH              | 4  | Ignacio Zoco        |
| LH              | 6  | Josep Maria Fusté   |
| OR              | 11 | Carlos Lapetra      |
| IR              | 10 | Luis Suárez         |
| CF              | 9  | Marcelino Martínez  |
| IL              | 8  | Chus Pereda         |
| OL              | 7  | Amancio             |
| Селектор:       |    |                     |
| José Villalonga |    |                     |

| GK                | 1  | Lev Yashin          |
| RB                | 6  | Viktor Anichkin     |
| CB                | 2  | Viktor Shustikov    |
| CB                | 3  | Albert Shesternyov  |
| LB                | 4  | Eduard Mudrik       |
| CM                | 5  | Valery Voronin      |
| CM                | 10 | Alexey Korneyev     |
| RW                | 7  | Igor Chislenko      |
| LW                | 11 | Galimzyan Khusainov |
| CF                | 8  | Valentin Ivanov (c) |
| CF                | 9  | Viktor Ponedelnik   |
| Селектор:         |    |                     |
| Konstantin Beskov |    |                     |

## После утакмице
Сви осим тројице играча УЕФА тима турнира су играли у финалу, укључујући шест играча Шпаније и два играча Совјетског Савеза.  Бесков је отпуштен по повратку у Москву након састанка са Никитом Хрушчовом, који је био „разбеснен“ што су снимци прославе Франка емитовани уживо у Совјетском Савезу.  Шпански Ирибар је рекао: „Када смо победили, били смо пуни радости, били смо толико узбудљиви. Онда је прошло неколико дана и схватили смо да би, да смо изгубили, ситуација била толико другачија. Била је то утакмица коју смо морали да добијемо по сваку цену, иначе би се трагало за кривцима. Неки играчи никада више не би били изабрани. Од хероја бисмо постали нуле.“  После утакмице, Франко је примио победнички тим у Краљевској палати Ел Пардо.
Совјетски Савез је испао у другом квалификационом колу Летњих олимпијских игара 1964. од Источне Немачке : био је потребан тај-брејк након што су обе парове меча завршене резултатом 1 – 1, а Источна Немачка је прошла даље победом од 4 – 1. Шпанија се такође није квалификовала за завршни турнир у Токију, изгубивши од Мађарске укупним резултатом 5 – 1.

Виљалонга је смењен са своје функције две године касније након пораза од Западне Немачке и Аргентине током неуспеха Шпаније да прође групну фазу Светског првенства у фудбалу 1966. године .  Совјетски Савез је победио Северну Кореју, Италију и Чиле у групној фази . Након победе над Мађарском, изгубили су од Западне Немачке у полуфиналу, а у разигравању за треће место поражени су од Португала.